# Lambertuskapelle (Treuchtlingen)

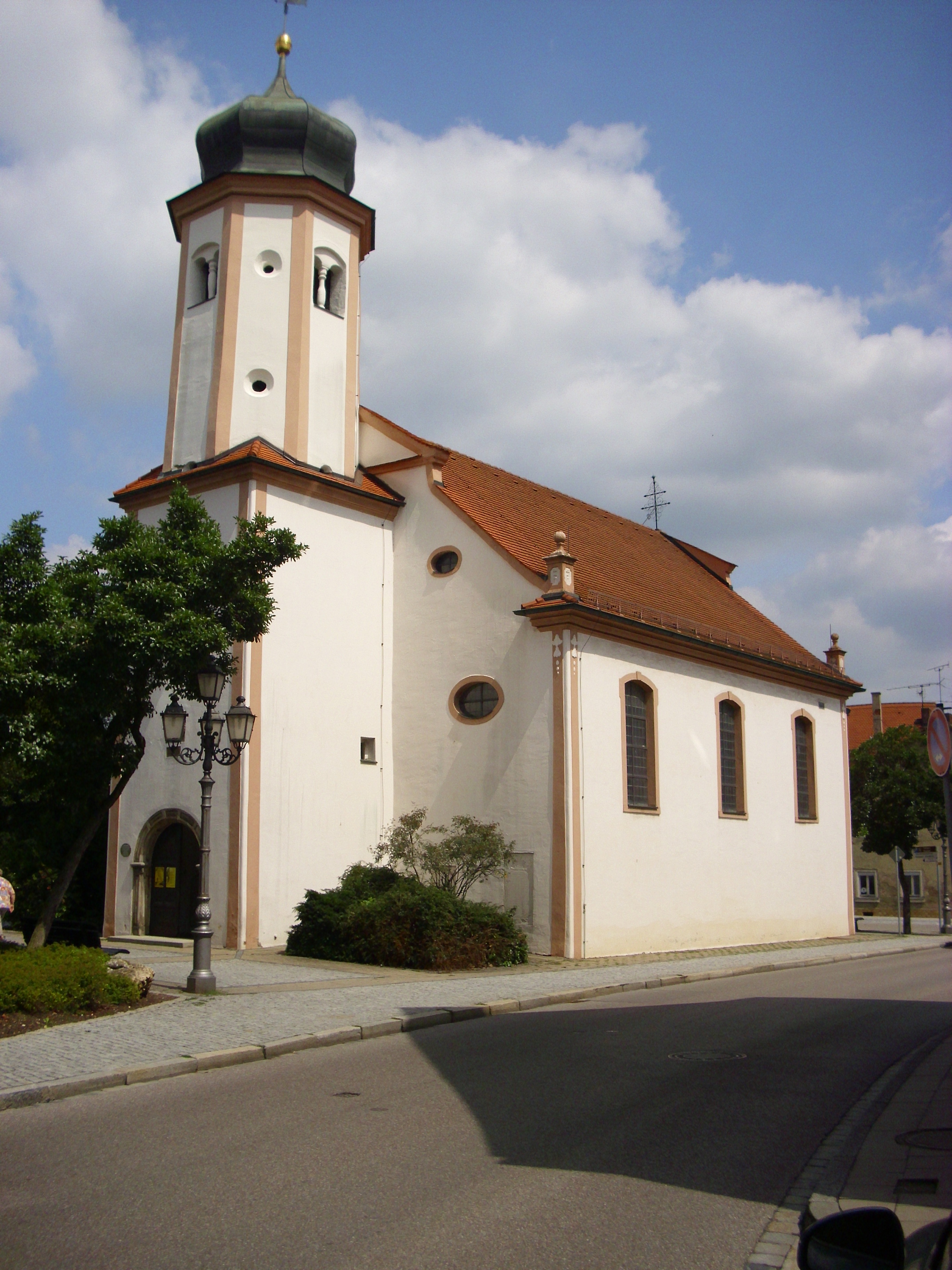
Die Kirche von außen (August 2010)

Die St.-Lambertus-Kapelle ist eine römisch-katholische Filialkirche in Treuchtlingen im mittelfränkischen Landkreis Weißenburg-Gunzenhausen. Die Kapelle ist die älteste Kirche Treuchtlingens und war bis zum Aussterben der Treuchtlinger Linie die Hauptkirche Treuchtlingens. Die Kirche hat die Adresse Heinrich-Aurnhammer-Straße 2. Das Gebäude ist unter der Denkmalnummer D-5-77-173-21 als Baudenkmal in die Bayerische Denkmalliste eingetragen.
Die erste St.-Lambertuskirche stammt aus dem 9. oder 10. Jahrhundert, war im 13. Jahrhundert die Pfarrkirche von Treuchtlingen und blieb es auch bis 1934. Jedoch brannte 1495 die Kirche vollständig nieder; der Folgebau wurde im Dreißigjährigen Krieg zerstört. 1405 gelangte die Kirche ans Kloster Rebdorf, in dessen Besitz sie bis 1806 blieb. Das heutige Kirchengebäude ist ein im barocken Stil gehaltener Neubau aus dem Jahre 1733/1734 nach Plänen von Anton Brunthaler und Leinhart. Von 1967 bis 1973 und 1990 erfolgten Renovierungen, die eine Wiederherstellung des barocken Zustandes bewirkten. Der Kirchturm wird von einer Kuppelhaube gekrönt.
Der Hauptaltar der Kapelle steht im Halbrund des Chores. Das Langhaus und der Altarraum besitzen eine verzierte Flachdecke. Das Altarblatt mit dem Lambert von Lüttich stammt aus dem Jahr 1822 und befindet sich unterhalb des Heilige-Familie-Gemäldes. In der Kirche befinden sich mehrere Epitaphien der Pappenheimer Erbmarschalle, darunter Grabplatten und -steine von Hans Georg von Pappenheim († 1568), Veit zu Pappenheim († 1600) und von seiner Frau Regina († 1592).